# Prvotní vody

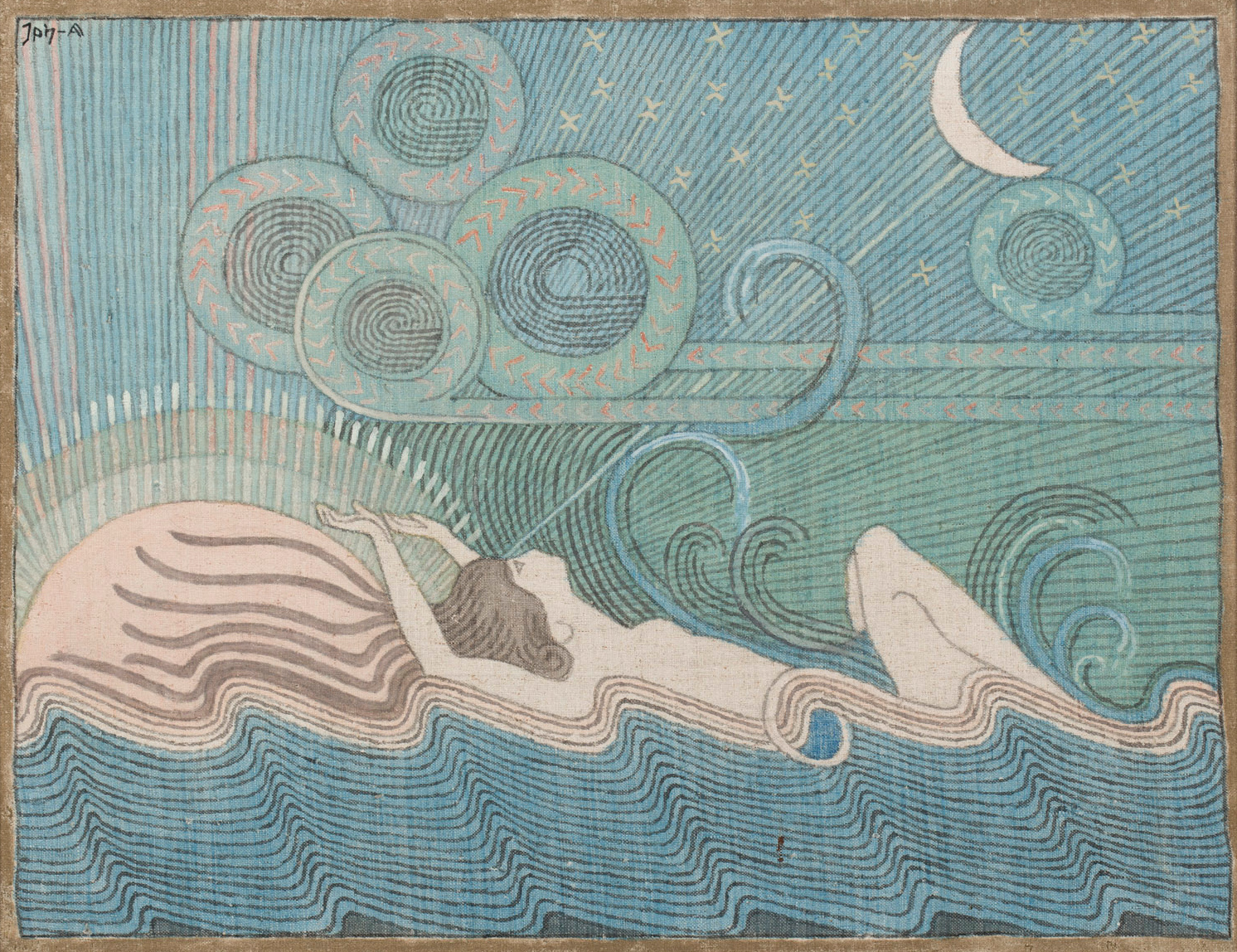
Finská bohyně Ilmatar na prvotních vodách obraze Josepha Alanena, 1913-1916

Prvotní vody jsou kosmogonický motiv vodní masy předcházející stvoření z které vzešel či byl vytvořen svět. Tento motiv je blízký kosmogonickému motivu chaosu, který taktéž mívá vodní povahu, a kosmického či nebeského oceánu a kosmické či nebeské řeky. Prvotní vody mají často mateřský a zemský charakter a jsou často spojeni s kosmogonickým motivem bytosti, typicky ptáka, který se potápí pro zemi a vyzvedává ji z prvotních vod.
Hypotézu o kosmickém oceánu, velké mase tekutiny s negativní hmotností, který leží mezi galaxiemi, nazývanou dark fluid „temná tekutina“ formuloval fyzik Jamie Farnes v roce 2018. Voda také byla arché, pralátkou, podle řeckého filosofa Anaximandra.
Mezi kosmické oceány a prvotní vody patří například:
- prvotní vody nad kterými se vznášel Duch svatý jsou zmiňovány ve Starém zákoně.[2]
- Vourukaša ze zarathuštrické mytologie představuje nebeské jezero či moře[4]
- podle rgvédského hymnu 10.129 existoval na počátku slaný oceán či nerozlišená spousta vod[2]
- moře či oceán z hinduistického mýtu o stloukání Mléčného moře
- finská bohyně Ilmatar, dcera Nebes, spočinula na prvotních vodách aby si odpočinula a dala tak vzniknou světu[5]
- Nun, prvotní vody v egyptské mytologii[6]
- Abzu, prvotní sladký oceán, a Tiamat, prvotní slaný oceán, v sumerské a obecně mezopotámské mytologii.[7]
- v čínské mytologii je Nebesy poslán Gun aby vyzvedl zemi z prvotních vod[2]
- japonská božstva Izanagi a Izanami stvořila z prvotních vod první ostrov mícháním kopím[2]
- v mytologii Ibanů na Borneu dvojice božstev, nebeský Ara a zemská Irik, zrodili z prvotních vajec která vzešla z prvotních vod.[1]
- mayský mytologický text Popol Vuh zmiňuje stav kdy na počátku bylo vše tiché a nepohyblivé a existovalo jen moře a nebesa.[2]
- podle mýtů Maiduů z Kalifornie existovaly na počátku pouze vody na kterých plula dvě stvořitelská božstva.[2]